# Grand Prix USA 1990
Grand Prix USA 1990 (XXVII Iceberg United States Grand Prix), úvodní závod 41. ročníku mistrovství světa vozů Formule 1 se podruhé uskutečnil na městském okruhu v Phoenixu (Arizona).
- 11. března 1990
- Okruh Phoenix
- 72 kol × 3,798 km = 273,456 km
- 485. Grand Prix
- 21. vítězství Ayrtona Senny
- 81. vítězství pro McLaren
- 56. vítězství pro Brazílii
- 19. vítězství pro vůz se startovním číslem 27

## Výsledky
Nový formát Formule 1 měl být oživením závodů a první závod tomu naznačoval v památném duelu Ayrtona Senny a Jeana Alesiho. Sobotní kvalifikaci zkomplikoval déšť, dokonce někteří jezdci nemohli do kvalifikace nastoupit a byli jim započítávány časy z pátečních tréninků. Jak se později ukázalo americký výrobce pneumatik Goodyear podcenil celou situaci a nepřivezl na závod vhodnou směs. Pirelli situaci zvládlo daleko profesionálněji a dokázalo konkurenci porážet na měkké směsi a protlačilo tak do první desítky na startovním roštu pět svých týmů, včetně Jeana Alesiho s vozem Tyrrell. Právě Ken Tyrrell před začátkem sezóny všechny překvapil, když se rozešel s dlouholetým partnerem firmou Goodyear a podepsal smlouvu s Pirelli.
V den závodu bylo chladno a déšť byl na spadnutí (nakonec nepršelo). Start byl velice důležitý více než kdy jindy, protože startovní pole bylo značně promíchané. Dobře odstartoval Gerhard Berger z pole position a vytvořil si dostatečný náskok před Martinim na Minardi. Nejrychleji ovšem vystartoval Jean Alesi a v první zatáčce se dostal před oba své soupeře. Z pátého místa startující Ayrton Senna se dokázal protlačit přes De Cesarise a zařadil se hned za svého stájového kolegu Bergera. Až do 9. kola jezdily oba McLareny v pořadí Berger, Senna. Berger však zaváhal a vyjel z trati a zadní částí narazil do bariéry z pneumatik a musel do boxů k výměně zadního křídla. Jakmile se znovu dostal na trať, zajížděl jedno nejrychlejší kolo za druhým až to nevydržela spojka a Berger musel svůj McLaren odstavit mimo trať. 
Po chybě Bergera v 9. kole, ztrácel Senna na Alesiho 8,2 s. Senna trochu sázel i na to, že Pirelli na Tyrrellu nebudou tak trvanlivé jako jeho Goodyear. Ale pneumatiky Alesiho jízdou nijak netrpěly a proto i po 30 kolech dokázal Francouz kroužit na čele závodu. Senna se začal přibližovat a ve 34. kole se vnitřkem dostal před Alesiho, Alesi si držel vnější stopu a do další zatáčky vrátil předjetí Sennovi stejným způsobem. V dalším useku se Senna znovu dostal před Aleisho, ale tentokrát si pohlídal ideální stopu a neumožnil opakování situace z předešlého předjížděcího manévru.  Po několika pokusech vrátit se do čela závodu se Alesi rozhodl šetřit pneumatiky a nechal Sennu být. 
Nelson Piquet se po startu ze 6. místa postupně propracoval až na 3. místo v 17. kole a nebýt problému s brzdami, které v 28. kole způsobily i defekt pneumatiky, mohl pomýšlet na stupně vítězů. Takto se před něj dostal Thierry Boutsen s vozem Williams a i když se potýkal s motorem, uhájil třetí pozici právě před Piquetem. Úřadující mistr světa Alain Prost musel ze závodu odstoupit v 21. kole pro poruchu převodovky jeho voze Ferrari. Jeho týmový kolega Nigel Mansell ze závodu odstoupil mnohem efektivnějším způsobem. Ve 49. kole se průjezdem cílovou rovinkou rozpadla v jeho voze spojka, prorazila nádrž a vytékající palivo ve styku s rozžhaveným motorem proměnilo jeho Ferrari v ohnivou kouli. Mansell vše zvládl bravurním způsobem a z vozu vylezl bez zranění. Senna mezitím zvýšil náskok na Alesiho na 28,5 s. Stefano Modena a Satoru Nakadžima byli překvapením závodu, když své vozy dokázali přivézt na body.
| Pozice | Jezdec             | Vůz                | Čas           |
| ------ | ------------------ | ------------------ | ------------- |
| 1      | Ayrton Senna       | McLaren MP4/5B     | 1h 52:32,829  |
| 2      | Jean Alesi         | Tyrrell 018        | á 0:08:685    |
| 3      | Thierry Boutsen    | Williams FW13B     | á 0:54:080    |
| 4      | Nelson Piquet      | Benetton B189B     | á 1:08:358    |
| 5      | Stefano Modena     | Brabham BT58       | á 1:09:503    |
| 6      | Satoru Nakadžima   | Tyrrell 018        | á 1 kolo      |
| 7      | Pierluigi Martini  | Minardi M189       | á 1 kolo      |
| 8      | Éric Bernard       | Lola LC89          | á 1 kolo      |
| 9      | Riccardo Patrese   | Williams FW13B     | á 1 kolo      |
| 10     | Michele Alboreto   | Arrows A11B        | á 2 kola      |
| 11     | Alessandro Nannini | Benetton B189B     | á 2 kola      |
| 12     | Bernd Schneider    | Arrows A11         | á 2 kola      |
| 13     | Roberto Moreno     | Euro Brun ER-189   | á 5 kol       |
| 14     | Mauricio Gugelmin  | Leyton House CG901 | á 6 kol       |
| Kolo   | Odstoupili         | -                  | -             |
| 54     | Paolo Barilla      | Minardi M189       | Křeč          |
| 53     | Aguri Suzuki       | Lola LC89B         | Brzdy         |
| 49     | Nigel Mansell      | Ferrari 641        | Spojka        |
| 44     | Gerhard Berger     | McLaren MP4/5B     | Spojka        |
| 39     | Gregor Foitek      | Brabham BT58       | Kolize        |
| 39     | Olivier Grouillard | Osella FA1M        | Kolize        |
| 25     | Andrea de Cesaris  | Dallara BMS-190    | Motor         |
| 21     | Alain Prost        | Ferrari 641        | Olejový otvor |
| 20     | Ivan Capelli       | Leyton House CG901 | Elektrika     |
| 6      | Derek Warwick      | Lotus 102          | Zastavení     |
| 4      | Nicola Larini      | Ligier JS33B       | Plynový pedál |
| 0      | Philippe Alliot    | Ligier JS33B       | Neodstartoval |
| *      | Nekvalifikovali se | Kvalifikace        | *             |
| *      | Martin Donnelly    | Lotus 102          | *             |
| *      | Stefan Johansson   | Onyx ORE-1         | *             |
| *      | Gianni Morbidelli  | Dallara BMS-190    | *             |
| *      | J.J.Lehto          | Onyx ORE-1         | *             |
| **     | Nekvalifikovali se | Předkvalifikace    | **            |
| **     | Gabriele Tarquini  | AGS JH24           | **            |
| **     | Yannick Dalmas     | AGS JH24           | **            |
| **     | Claudio Langes     | Euro Brun ER-189   | **            |
| **     | Garry Brabham      | Life L190          | **            |
| **     | Bertrand Gachot    | Coloni FC189B      | **            |

### Nejrychlejší kolo
- Gerhard Berger McLaren Honda 1'31,050 – 150.168 km/h
- 10. nejrychlejší kolo Gerharda Bergera
- 57. nejrychlejší kolo pro McLaren
- 37. nejrychlejší kolo pro Rakousko
- 18. nejrychlejší kolo pro vůz se startovním číslem 28

### Vedení v závodě
| Kola         | km         | Jezdec       | %    |
| 1.–34. kolo  | 129,132 km | Jean Alesi   | 47 % |
| 35.–72. kolo | 144,324 km | Ayrton Senna | 53 % |
| ------------ | ---------- | ------------ | ---- |

| Jean Alesi | Ayrton Senna |
| ---------- | ------------ |

### Postavení na startu
- Gerhard Berger McLaren Honda 1'28,664
- 5. pole positions Gerharda Bergera
- 56. pole positions pro McLaren
- 39. pole positions pro Rakousko
- 15. pole positions pro vůz se startovním číslem 28
- červeně –
- zeleně – Startoval z posledního místa pro nepovolené esence

| 1. řada  | 2                  | 1                 |
|          | Pierluigi Martini  | Gerhard Beger     |
|          | Minardi            | McLaren           |
|          | 1'28,731           | 1'28,664          |
| 2. řada  | 4                  | 3                 |
|          | Jean Alesi         | Andrea de Cesaris |
|          | Tyrrell            | Dallara           |
|          | 1'29.408           | 1'29.019          |
| 3. řada  | 6                  | 5                 |
|          | Nelson Piquet      | Ayrton Senna      |
|          | Benetton           | McLaren           |
|          | 1'29.862           | 1'29.431          |
| 4. řada  | 8                  | 7                 |
|          | Olivier Grouillard | Alain Prost       |
|          | Osella             | Ferrari           |
|          | 1'29.947           | 1'29.910          |
| 5. řada  | 10                 | 9                 |
|          | Stefano Modena     | Thierry Boutsen   |
|          | Brabham            | Williams          |
|          | 1'30.127           | 1'30.059          |
| 6. řada  | 12                 | 11                |
|          | Riccardo Patrese   | Satoru Nakadžima  |
|          | Williams           | Tyrrell           |
|          | 1'30.213           | 1'30.130          |
| 7. řada  | 14                 | 13                |
|          | Paolo Barilla      | Nicola Larini     |
|          | Minardi            | Ligier            |
|          | 1'31.194           | 1'30.424          |
| 8. řada  | 16                 | 15                |
|          | Roberto Moreno     | Éric Bernard      |
|          | Eurobrun           | Lola              |
|          | 1'31.247           | 1'31.226          |
| 9. řada  | 18                 | 17                |
|          | Aguri Suzuki       | Nigel Mansell     |
|          | Lola               | Ferrari           |
|          | 1'31.414           | 1'31.363          |
| 10. řada | 20                 | 19                |
|          | Bernd Schneider    | Martin Donnelly   |
|          | Arrows             | Lotus             |
|          | 1'31.892           | 1'31.650          |
| 11. řada | 22                 | 21                |
|          | Alessandro Nannini | Michele Alboreto  |
|          | Benetton           | Arrows            |
|          | 1'31.984           | 1'31.948          |
| 12. řada | 24                 | 23                |
|          | Derek Warwick      | Gregor Foitek     |
|          | Lotus              | Brabham           |
|          | 1'32.400           | 1'32.398          |
| 13. řada | 26                 | 25                |
|          | Ivan Capelli       | Mauricio Gugelmin |
|          | Leyton House       | Leyton House      |
|          | 1'33.044           | 1'32.904          |
| -------- | ------------------ | ----------------- |

- Philippe Alliot vyloučen ze závodu / během kvalifikace přijal cizí pomoc při roztlačování vozu.

### Kvalifikace
| Pozice | Jezdec             | Vůz                | Čas      |
| ------ | ------------------ | ------------------ | -------- |
| 1      | Gerhard Berger     | McLaren MP4/5B     | 1'28.664 |
| 2      | Pierluigi Martini  | Minardi M189       | 1'28.731 |
| 3      | Andrea de Cesaris  | Dallara BMS-190    | 1'29.019 |
| 4      | Jean Alesi         | Tyrrell 018        | 1'29.408 |
| 5      | Ayrton Senna       | McLaren MP4/5B     | 1'29.431 |
| 6      | Nelson Piquet      | Benetton B189B     | 1'29.862 |
| 7      | Alain Prost        | Ferrari 641        | 1'29.910 |
| 8      | Olivier Grouillard | Osella FA1M        | 1'29.947 |
| 9      | Thierry Boutsen    | Williams FW13B     | 1'30.059 |
| 10     | Stefano Modena     | Brabham BT58       | 1'30.127 |
| 11     | Satoru Nakadžima   | Tyrrell 018        | 1'30.130 |
| 12     | Riccardo Patrese   | Williams FW13B     | 1'30.213 |
| 13     | Nicola Larini      | Ligier JS33B       | 1'30.424 |
| 14     | Paolo Barilla      | Minardi M189       | 1'31.194 |
| 15     | Éric Bernard       | Lola LC89          | 1'31.226 |
| 16     | Roberto Moreno     | Euro Brun ER-189   | 1'31.247 |
| 17     | Nigel Mansell      | Ferrari 641        | 1'31.363 |
| 18     | Aguri Suzuki       | Lola LC89B         | 1'31.414 |
| 19     | Martin Donnelly    | Lotus 102          | 1'31.650 |
| 20     | Philippe Alliot    | Ligier JS33B       | 1'31.664 |
| 21     | Bernd Schneider    | Arrows A11         | 1'31.892 |
| 22     | Michele Alboreto   | Arrows A11B        | 1'31.948 |
| 23     | Alessandro Nannini | Benetton B189B     | 1'31.984 |
| 24     | Gregor Foitek      | Brabham BT58       | 1'32.398 |
| 25     | Derek Warwick      | Lotus 102          | 1'32.400 |
| 26     | Mauricio Gugelmin  | Leyton House CG901 | 1'32.904 |
| 27     | Ivan Capelli       | Leyton House CG901 | 1'33.044 |
| 28     | Philippe Alliot    | Ligier JS33B       | 1'31.664 |
| 29     | Stefan Johansson   | Onyx ORE-1         | 1'33.468 |
| 30     | Gianni Morbidelli  | Dallara BMS-190    | 1'34.292 |
| 31     | J.J.Lehto          | Onyx ORE-1         | *        |

### Předkvalifikace
| Pozice | Jezdec             | Vůz              | Čas      |
| ------ | ------------------ | ---------------- | -------- |
| 1      | Roberto Moreno     | Euro Brun ER-189 | 1'32.292 |
| 2      | Olivier Grouillard | Osella FA1M      | 1'33.181 |
| 3      | Éric Bernard       | Lola LC89B       | 1'32.711 |
| 4      | Aguri Suzuki       | Lola LC89B       | 1'33.331 |
| 5      | Gabriele Tarquini  | AGS JH24         | 1'35.420 |
| 6      | Yannick Dalmas     | AGS JH24         | 1'35.481 |
| 7      | Claudio Langes     | Euro Brun ER-189 | 1'37.399 |
| 8      | Garry Brabham      | Life L190        | 2'07.147 |
| 9      | Bertrand Gachot    | Coloni FC189B    | 5'15.010 |

### Zajímavosti
- V závodě debutovali: Claudio Langes, Gary Brabham a Gianni Morbidelli
- Poprvé se ve světě formule 1 objevil vůz Life a vůz March po označením Leyton House .
- Premiéru absolvoval i motory Life ve stejnomeném voze a Subaru ve voze Coloni
- Poprvé se představily nové modely Arrows A11B, Benetton B189B, Coloni C3B, Dallara BMS-190, EuroBrun ER-189B, Ferrari F1-90, Leyton House CG901, Life F190, Ligier JS33B, Lola LC89B a Lotus 102
- Vůz se startovním číslem 21 absolvoval 250 GP
- 50 GP absolvoval vůz Dallara a EuroBrun
- Gerhard Berger zajel 10 nejrychlejší kolo
- 20 GP absolvoval Roberto Moreno

| Pole position  | Vítězství      | Nej. kolo      |
| Gerhard Berger | Ayrton Senna   | Gerhard Berger |
| McLaren MP4/5B | McLaren MP4/5B | McLaren MP4/5B |
| 1'28.664       | 1:52'32.829    | 1'31.050       |
| 154,209 km/h   | 145,782 km/h   | 150,168 km/h   |
| -------------- | -------------- | -------------- |

### Stav MS
- Zelená – vzestup
- Červená – pokles

| * | Jezdec           | Body |
| - | ---------------- | ---- |
| 1 | Ayrton Senna     | 9    |
| 2 | Jean Alesi       | 6    |
| 3 | Thierry Boutsen  | 4    |
| 4 | Nelson Piquet    | 3    |
| 5 | Stefano Modena   | 2    |
| 6 | Satoru Nakadžima | 1    |

| * | Vůz      | Body |
| - | -------- | ---- |
| 1 | McLaren  | 9    |
| 2 | Tyrrell  | 7    |
| 3 | Williams | 4    |
| 4 | Benetton | 3    |
| 5 | Brabham  | 2    |

| * | Stát     | Body |
| - | -------- | ---- |
| 1 | Brazílie | 9    |
| 2 | Francie  | 6    |
| 3 | Belgie   | 4    |
| 4 | Itálie   | 2    |
| 6 | Japonsko | 1    |